# Elgin Watch Company
Pour les articles homonymes, voir Elgin.
Elgin National Watch Company, aussi connue comme Elgin Watch Company, était une manufacture horlogère américaine fondée en 1864 à Chicago et disparue en 1968.  

## Historique
L'initiative d'installer une manufacture horlogère dans le Midwest est premièrement discutée par deux employés de la Waltham Watch Company avec l'horloger J.C. Adams. Celui-ci approche Benjamin W. Raymond, ancien maire de la ville d'Elgin, afin de constituer le capital nécessaire pour la fondation de l'entreprise.   

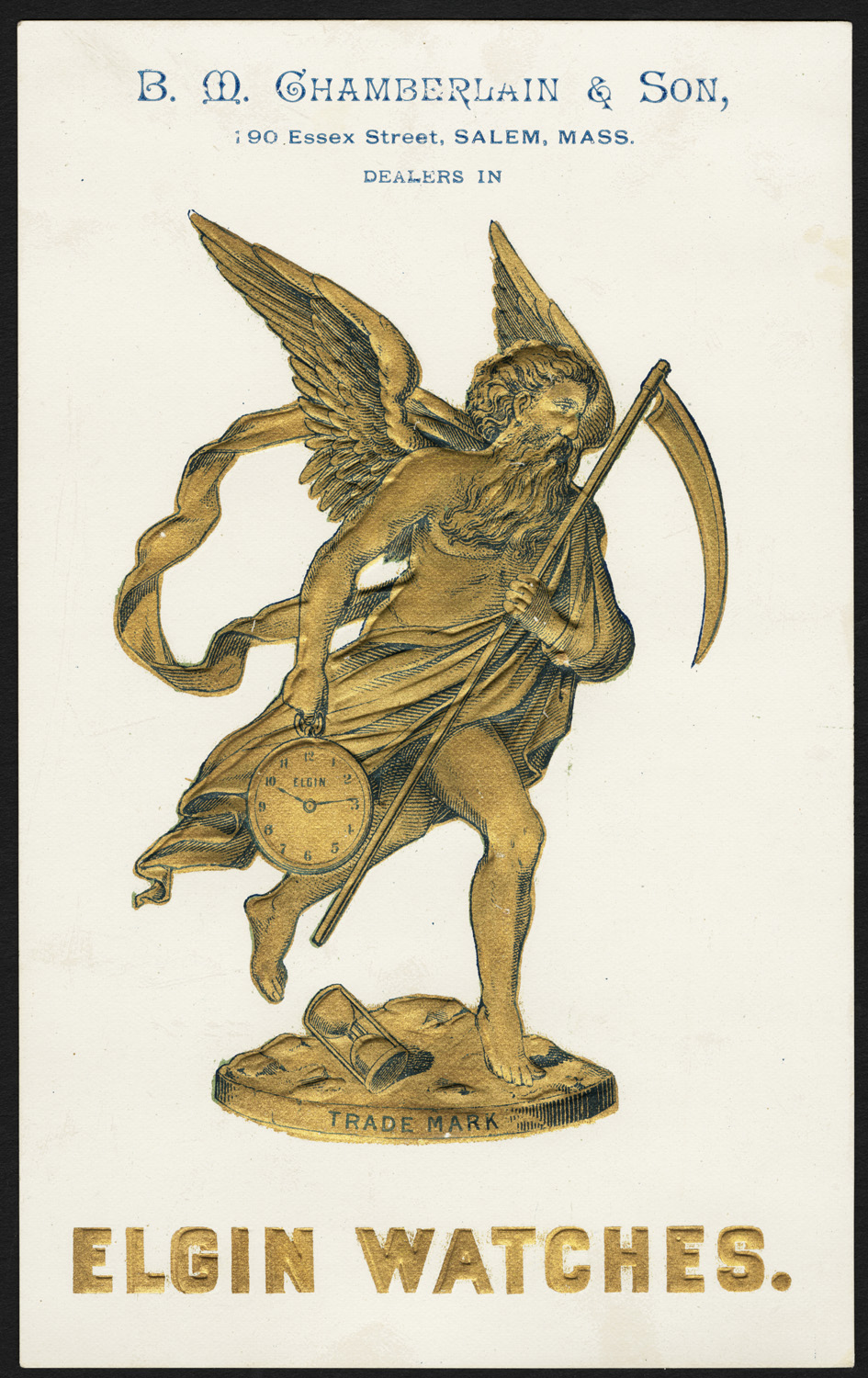
Carte de visite du 19e siècle avec le logo d'Elgin

J.C. Adams et Benjamin Raymond réussissent à convaincre d'autres investisseurs d'apporter leur soutien financier. Plusieurs membres fondateurs, dont P.S. Bartlett, D.G. Currier, Otis Hoyt et Charles H. Mason, sont issus de la Waltham Watch Company.  
The National Watch Co. est ainsi fondée le 18 août 1864 à Chicago, avec Benjamin Raymond comme président. Celui-ci négocie l’installation de la compagnie à Elgin, dans l'Illinois, sous condition d'un don territorial pour la construction de son usine. 
En janvier 1865, la compagnie s'installe dans un bâtiment temporaire en bois de trois étages qui doit être renforcé pour abriter les machines expédiées de Boston. En juillet de cette année un feu fait rage dans le quartier des affaires d'Elgin et le bâtiment est détruit. 
Dotée d'une surface de 142 000 m2 (35 acres), l'usine de la société est inaugurée en 1866. Le premier mouvement produit ici est une montre taille américaine 18 (« full plate design ») qui est nommée « B.W. Raymond ». 
En 1910, la manufacture inaugure son propre observatoire, l'Elgin National Watch Company Observatory (en). Les instruments à l'intérieur sont utilisés pour assurer la mise à l'heure précise de leurs montres. 
Pendant la Seconde Guerre mondiale, l'usine fabrique des montres militaires, des chronomètres, utilisées dans les fusées d'artillerie, des altimètres et autres instruments d'aviation ainsi que des roulements en saphir utilisés pour le pointage des canons. 
Des usines usines supplémentaires ont été construites à Aurora, dans l'Illinois, et à Lincoln, au Nebraska. Obsolète, l'usine originale d'Elgin ferme en 1964 et est rasée en 1966. La société transfert la plupart de ses activités à Blaney, près de Columbia, en Caroline du Sud. Par la suite, cette ville prend le nom d'Elgin. Un bâtiment loué à la compagnie abritant des bureaux et d'autres départements de fabrication a été maintenu jusqu'après la fermeture de la manufacture. 
La compagnie est finalement dissoute en 1968. À la suite de cela, les droits sur le nom « Elgin » sont rachetés par plusieurs compagnies, dont MZ Berger Inc, fabricant de montres chinois.  
Jusqu'à sa disparition, Elgin produit plus de 50 millions de montres de poche, soit près de la moitié du total manufacturé aux États-Unis.  

## Voir Aussi